# Fighting-Hills-Massaker
Am 8. März 1840 fand das Fighting-Hill-Massaker in der Nähe der „The Hummocks“, unweit von Wando Vale im australischen Victoria an den Konongwootong-Gundidj, ein Clan, der zum Stamm der Aborigines der Jardwadjali gehörte, statt. Dabei wurden mehr als 40 Männer, Frauen und Kinder, möglicherweise mehr als 80 Aborigines durch die Gebrüder Whyte und drei ihrer Beschäftigten, getötet.

## Vorgeschichte
Die Whyte-Brüder, William, George, Pringle, James und John kamen bereits 1837 nach Port Phillip in Australien und ließen sich später an der Konongwootong-Station am Koroit Creek unweit von Coleraine in Victoria im Februar 1840 nieder. Dort ereignete sich das erste von zwei Massakern durch die Whyte-Brüder mit den Gundidj-Aborigines mit Todesfolgen für die Aborigines. Da einer derjenigen, der dieser Massaker untersuchte, selbst daran beteiligt war, blieb es für die Whyte-Brüder folgenlos.
Die europäischen Siedler drangen in das Stammesgebiet der Gundidj ein und schränkten deren Lebensraum mit der Folge ein, dass ihre Ernährungsgrundlage eingeschränkt und damit ihre Existenz bedroht wurde. Die Landnahme der englischen Kolonisatoren bedeutete, dass die angestammten Wasserstellen der Aborigines nicht nur verschmutzt wurden, sondern dass ein Frischwasserengpass entstand. Die Viehzucht der Europäer vertrieb lokale Tiere, weil das Land als Weideland genutzt wurde und dabei Körner und Samen, die zum Verzehr gesammelt wurden, zerstört wurden. Ferner bejagten die Europäer das lokale Wild, eine wichtige Lebensgrundlage der nomadisch lebenden Aborigines. Die Aborigines sahen sich einer Invasion gegenüber und in ihrer Not vergriffen sie sich an den Viehherden.

## Fighting-Hills-Massaker
Das zweite Massaker der Whyte-Brüder und von Daniel Turner, Benjamin Wardle und William Gillespiebrothers ereignete sich am 8. März 1840 bei Wando Vale. Der Ort dieses Ereignisses wurde bekannt als Fighting Hills. Die Aborigines raubten mehr als 120 Schafe. Der Diebstahl war schnell entdeckt worden und die Whyte-Brüder bildeten eine Gruppe von sieben Verfolgern, die die Diebe stellten und erschossen in einem zweistündigen Gefecht nach unterschiedlichen Berichten 20 bis 51 Aborigines. Die Frauen und die Kinder flüchteten mit ihren Männern und dadurch waren auch sie unter den Getöteten. Die Schätzungen betragen deshalb 80 Opfer unter den Aborigines, während ein Weißer durch einen Speer an seinem Bein verletzt wurde. 50 der Schafe waren bereits geschlachtet. 
Da dieses Massaker einen derart großen Umfang hatte, ließ es sich nicht verheimlichen und John Whyte berichtete Charles La Trobe, dem späteren Gouverneur von South Australia, darüber. Dieser forderte Whyte auf, dem Chief Protector of Aborigines, George Augustus Robinson diesen Vorfall zu erklären. Whyte spielte das Ereignis gegenüber Robinson herunter und bot Geldzahlungen als Ausgleich für seine Tat an. La Trobe hielt das Fighting-Hills-Massaker für eine überaus ernste Affäre zwischen Schwarzen und Weißen. Robinson forschte nach und berichtete, dass die Aborigines planten 50 Schafe zu rauben.